# Eisenbahnunfall von Weyauwega

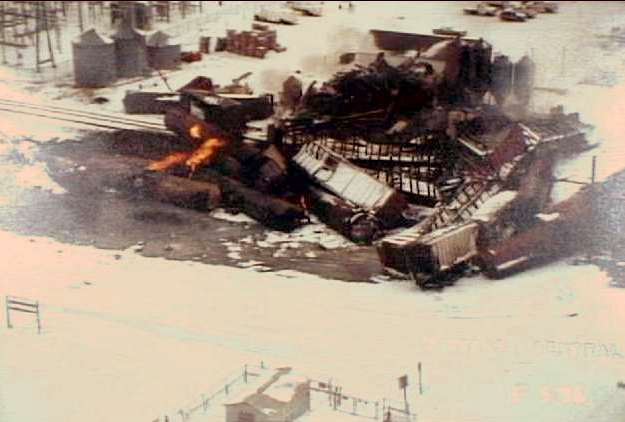
Überblick über die Unfallstelle vom 5. März 1995

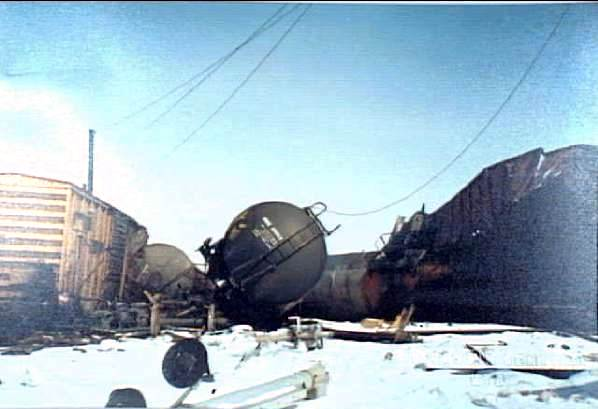
Entgleiste Wagen im westlichen Bereich der Unfallstelle

Der Eisenbahnunfall von Weyauwega war ein Großschadensereignis nach der Entgleisung eines Güterzuges am Morgen des 4. März 1996 in Weyauwega, Wisconsin, der Gefahrgut geladen hatte. Der dadurch verursachte Brand konnte erst nach 16 Tagen gelöscht werden.

## Ausgangslage
Ein Güterzug der Wisconsin Central war bei winterlichem Wetter bei −12 °C mit 81 Güterwagen von Stevens Point, Wisconsin, nach Neenah, Wisconsin, unterwegs. 14 der Wagen waren mit Propangas gefüllte Kesselwagen. Mit knapp 80 km/h näherte sich der Zug in einem Gefälle Weyauwega.

## Unfallhergang
Um 5:49 Uhr überfuhr der Zug in der Ortslage von Weyauwega eine defekte Weiche, in der ein Schienenbruch aufgetreten war und seit über einem Jahr eine Verriegelung fehlte. Nachdem die Lokomotive und 16 Wagen darüber gefahren waren, brach ein Gleisstück der Weiche und die folgenden 37 Wagen entgleisten, rissen eine Hochspannungsleitung um und blockierten einen Bahnübergang. Dies geschah neben einer Getreidemühle.
Entgleist waren sieben Wagen, die Flüssiggas geladen hatten, und weitere sieben mit Propangas, die sich sofort entzündeten. Auch zwei Wagen mit Natriumhydroxid schlugen leck.
Ein Zugbegleiter löste die Kupplung nach dem neunten Wagen, so dass die Lokomotive und diese Wagen aus dem Gefahrenbereich herausfahren konnten. Anschließend informierte er die örtlichen Behörden, auch darüber, welches Gefahrgut der Zug transportierte. Später fuhr die Zugspitze noch einmal zurück und zog alle nicht entgleisten Wagen aus dem Gefahrenbereich.

## Folgen
Als nach nur fünf Minuten die örtliche Feuerwehr eintraf, explodierten die Wagen bereits in bis zu 100 Meter hohen Feuerbällen, die mehr als 20 km im Umkreis gesehen wurden. Dabei wurde auch die Hauptwasserleitung des Ortes und eine Erdgasleitung beschädigt. Das Feuer griff sofort auf die Getreidemühle und deren Vorratshalle über. Da der Bahnübergang blockiert war, konnte die Feuerwehr das Gebäude nur schwer erreichen. Die beschädigte Hochspannungsleitung verursachte Lichtbögen und entzündete dadurch weitere Feuer.
Der örtlichen Feuerwehr war sofort klar, dass dieser Brand zu groß war, um ihn alleine unter Kontrolle zu bekommen. 10 weitere Feuerwehren aus dem Umkreis wurden herbeigerufen. Etwa eine Stunde nach dem Unfall informierte die Bahngesellschaft die Feuerwehr, dass die entgleisten, aber sonst noch unbeschädigten Kesselwagen einem Feuer nur etwa 90 Minuten standhalten könnten. Die Feuerwehr zog sich wegen der Explosionsgefahr sofort und letztendlich etwa 2,5 km von dem brennenden Zug zurück. Unmittelbar, nachdem sich die Feuerwehr zurückgezogen hatte, explodierte einer der mit Flüssiggas betankten Kesselwagen.
Gleichzeitig wurden weiträumig 2300 Menschen evakuiert, einschließlich des gesamten Ortes Weyauwega mit 1700 Bewohnern. Die Evakuierung sollte dann 16 Tage anhalten. Die Nationalgarde der Vereinigten Staaten wurde nach 4 Tagen mit gepanzerten Mannschaftstransportwagen und schusssicheren Westen eingesetzt, um zurückgelassene Haustiere zu evakuieren, Hunde, Katzen, Vögel, Schlangen, eine Ziege und ein Iguana. Die Bahngesellschaft setzte schließlich sogar Berufsfeuerwehrleute aus Texas ein. Erst am 20. März wurde Weyauwega wieder für sicher erklärt und die Bewohner konnten zurückkehren.
Der Schaden wurde seitens der Bahngesellschaft mit $ 28 Mio. beziffert.
Der Unfall wurde durch das National Transportation Safety Board untersucht und die Ergebnisse in einem Bericht veröffentlicht.